# Florence Turner

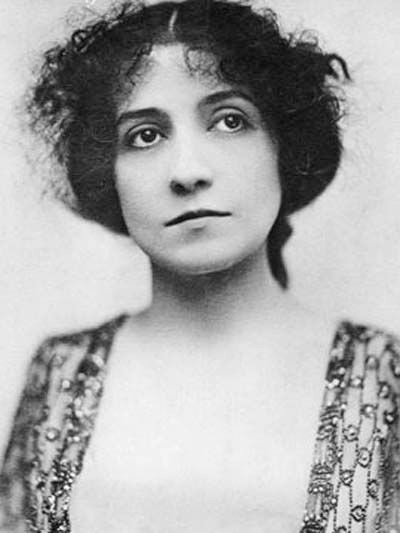
Florence Turner, 1916

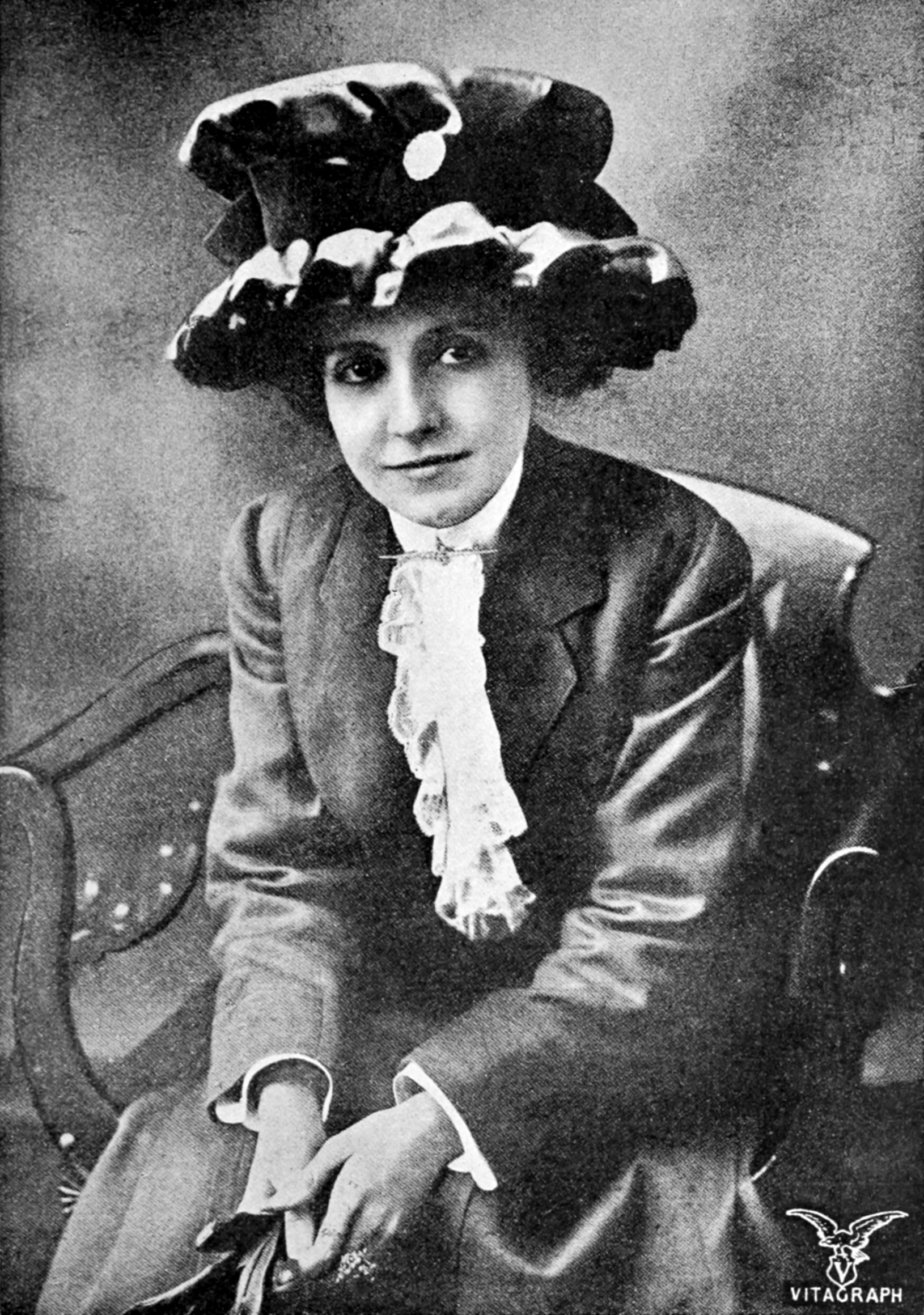
Florence Turner, 1912

Florence Turner (* 6. Januar 1885 in New York City, Vereinigte Staaten; † 28. August 1946 Woodland Hills, Kalifornien) war eine US-amerikanische Schauspielerin, ein Leinwand-Star der ersten Stunde, der einige seiner frühen Stummfilme auch selbst produziert hatte.

## Leben
Florence Turner gilt als der erste namentlich im Vorspann genannte, weibliche Star des US-amerikanischen Stummfilms. Die New Yorkerin stand bereits im zarten Alter von drei Jahren erstmals auf der Bühne. 1907 wurde sie von der New Yorker Filmproduktionsgesellschaft Vitagraph verpflichtet und als erster Star dieser Firma herausgestellt. Zunächst unter dem Signum „The Vitagraph Girl“ und ab Anfang 1910 unter ihrem tatsächlichen Namen präsentiert, machte Florence Turner vor allem mit Hauptrollen in Historienepen und Literaturadaptionen wie Macbeth, Richard III., Lancelot and Elaine und A Tale of Two Cities Furore. Oft war in jenen Anfangsjahren das Matinee-Idol Maurice Costello ihr Partner, aber auch Wallace Reid, ein anderer Leinwandherzensbrecher jener Zeit vor dem Ersten Weltkrieg. 
Im Jahr 1913 übersiedelte Florence Turner für ein paar Jahre nach London, gründete dort ihre eigene Produktionsfirma und setzte ihre Leinwandtätigkeit fort. Ihr Hausregisseur zu dieser Zeit war Larry Trimble. Außerdem trat die brünette Künstlerin als Entertainerin in Musical Halls auf. Abgesehen von einer zeitweiligen Rückkehr nach Hollywood 1919/20 blieb sie bis 1924 in Großbritannien ansässig, danach ging sie endgültig wieder in die USA. Dort war Turner in der Zwischenzeit de facto in Vergessenheit geraten, und andere Stars hatten sich in der Filmindustrie, die zwischenzeitlich von der Ost- an die Westküste übergesiedelt hatte, längst durchgesetzt. Florence Turners Karriere erfuhr in der Spätphase des Stummfilms einen kontinuierlichen Niedergang, die Einführung des Tonfilms bedeutete das abrupte Ende. Dennoch trat Florence Turner nach 1932, längst vergessen und verarmt, mit Kleinstrollen, die ihr ein karges, wirtschaftliches Überleben sicherten, sporadisch vor die Kamera.

## Filmografie (Auswahl)
(Von 1907 bis 1913 nur Kurzfilme)
- 1907: How to Cure a Cold
- 1907: Athletic American Girls
- 1907: Bargain Fiend; or, Shopping à la Mode
- 1907: Cast Up by the Sea
- 1907: The Gipsys Warning
- 1907: The Last Cartridge, an Incident of the Sepoy Rebellion in India
- 1908: Francesca di Rimini; or, The Two Brothers
- 1908: Tale the Autumn Leaves Told
- 1908: Macbeth
- 1908: Romeo and Juliet (verschollen)
- 1908: Love Will Find a Way
- 1908: Romance of a War Nurse
- 1908: Richard III
- 1908: Ex-Convict No. 900
- 1908: Saved by Love
- 1908: The New Stenographer
- 1908: Miss Sherlock Holmes
- 1908: The Merchant of Venice
- 1908: An Unexpected Santa Claus
- 1909: A Daughter of the Sun
- 1909: Kenilworth
- 1909: King Lear
- 1909: Fuss and Feathers
- 1909: The Three Kisses
- 1909: His Masterpiece
- 1909: Lancelot and Elaine
- 1909: The Heart of a Clown
- 1909: A Gift from Santa Claus
- 1909: A Midsummer Night’s Dream
- 1910: A Pair of Schemers; or, My Wife and My Uncle
- 1910: Caught in His Own Trap
- 1910: Twelfth Night
- 1910: Ranson’s Folly
- 1910: For Her Sister’s Sake
- 1910: St. Elmo
- 1910: Sisters
- 1910: Over the Garden Wall
- 1910: Wilson’s Wife’s Countenance
- 1910: Davy Jones and Captain Bragg
- 1910: Uncle Tom’s Cabin
- 1910: Peg Woffington
- 1910: Her Mother’s Wedding Gown
- 1910: Back to Nature; or, The Best Man Wins
- 1910: The Men Haters’ Club
- 1910: Rose Leaves
- 1910: Jean the Match–Maker
- 1910: Renunciation
- 1910: Brother Man
- 1910: Auld Robin Gray
- 1910: In the Mountains of Kentucky
- 1910: Jean Goes Fishing
- 1910: Francesca da Rimini
- 1910: Love, Luck and Gasoline
- 1910: The Winning of Miss Langdon
- 1910: A Tin–Type Romance
- 1910: A Dixie Mother
- 1910: Where the Winds Blow
- 1911: Jean Rescues
- 1911: The New Stenographer
- 1911: A Tale of Two Cities
- 1911: Captain Barnacle’s Courtship
- 1911: For His Sake; or, The Winning of the Stepchildren
- 1911: The Spirit of the Light; or, Love Watches on Through the Years
- 1911: Prejudice of Pierre Marie
- 1911: The Show Girl
- 1911: The Sacrifice
- 1911: Proving His Love; or, The Ruse of a Beautiful Woman
- 1911: Der Hund als Heemschuh (The Stumbling Block)
- 1911: Intrepid Davy
- 1911: Birds of a Feather
- 1911: The Wrong Patient
- 1911: The Thumb Print
- 1911: Cherry Blossoms
- 1911: Jealousy
- 1911: Forgotten; or, An Answered Prayer
- 1911: Answer of the Roses
- 1911: Wig Wag
- 1911: Auld Lang Syne
- 1911: Hypnotizing the Hypnotist
- 1911: One Touch of Nature
- 1912: A Red Cross Martyr; or, On the Firing Lines of Tripoli
- 1912: The Path of True Love
- 1912: Jean Intervenes
- 1912: Indian Romeo and Juliet
- 1912: Mrs. Carter’s Necklace
- 1912: Her Diary
- 1912: Aunt’s Romance
- 1912: Wanted... a Grandmother
- 1912: Flirt or Heroine
- 1912: Two Cinders
- 1912: The Loyalty of Sylvia
- 1912: A Vitagraph Romance
- 1912: The Irony of Fate
- 1912: She Cried
- 1912: When Persistency and Obstinacy Meet
- 1912: The Face or the Voice
- 1912: Una of the Sierras
- 1912: The Servant Problem; or, How Mr. Bullington Ran the House
- 1912: Susie to Susanne
- 1912: The Signal of Distress
- 1912: While She Powdered Her Nose
- 1913: The Younger Sister (Produktion)
- 1913: The Wings of a Moth
- 1913: What a Change of Clothes Did
- 1913: Everybody’s Doing It
- 1913: Cutey and the Twins
- 1913: The Skull
- 1913: Stenographer Troubles
- 1913: Under the Make–Up
- 1913: The One Good Turn
- 1913: Sisters All
- 1913: The House in Suburbia
- 1913: Checkmated
- 1913: Let ’Em Quarrel
- 1913: A Window on Washington Park
- 1913: The Deerslayer
- 1913: Counsellor Bobby
- 1913: Up and Down the Ladder
- 1913: Rose of Surrey (auch Produktion)
- 1913: Jean’s Evidence (auch Produktion)
- 1913: Pumps (Kurzfilm)
- 1913: The Younger Sister
- 1913: The Lucky Stone (auch Produktion)
- 1913: The Harper Mystery (auch Produktion)
- 1914: Creatures of Habit (Kurzfilm, auch Produktion)
- 1914: The Murdoch Trial (auch Produktion)
- 1914: Flotilla the Flirt (Kurzfilm, auch Produktion)
- 1914: Daisy Doodad’s Dial (Kurzfilm, auch Produktion)
- 1914: For Her People (Kurzfilm, auch Produktion)
- 1914: Through the Valley of Shadows
- 1914: The Shepherd Lassie of Argyle (Kurzfilm)
- 1914: Polly’s Progress (Kurzfilm, auch Produktion)
- 1914: One Thing After Another (Kurzfilm)
- 1914: Snobs (Kurzfilm)
- 1914: Shopgirls: or, The Great Question
- 1914: The Murdoch Trial (auch Produktion)
- 1914: For Her People (auch Produktion)
- 1915: Castle (Produktion)
- 1915: As Ye Repent
- 1915: Alone in London (auch Produktion)
- 1915: My Old Dutch (auch Produktion)
- 1915: Lost and Won
- 1915: Far from the Madding Crowd (auch Produktion)
- 1915: A Welsh Singer (auch Produktion)
- 1916: Doorsteps (auch Produktion)
- 1916: Grim Justice (auch Produktion)
- 1916: East is West (auch Produktion)
- 1919: Fool’s Gold
- 1916: Sally in Our Alley (Kurzfilm, Produktion)
- 1916: The Great Adventure (Produktion)
- 1919: Oh, It’s E.Z. (Kurzfilm)
- 1920: Thirty Minutes in Havana (Kurzfilm)
- 1920: The Brand of Lopez
- 1920: Old Dials for New (Kurzfilm)
- 1920: The Ugly Duckling
- 1920: Blackmail
- 1920: Three Men in a Boat
- 1921: Passion Fruit (verschollen)
- 1921: All Dolled Up
- 1921: The Old Wives’ Tale
- 1922: The Little Mother
- 1922: The Street Tumblers (Kurzfilm)
- 1922: The Lights o’ London (Kurzfilm)
- 1922: Was She Justified?
- 1923: Hornet’s Nest
- 1923: Sally Bishop
- 1923: The Boatswain’s Mate (Kurzfilm)
- 1924: Women and Diamonds
- 1924: Film Favourites (Kurzfilm, auch Drehbuch)
- 1924: Das Heldenmädchen von Trenton (Janice Meredith)
- 1925: The Mad Marriage (verschollen)
- 1925: Never the Twain Shall Meet
- 1925: The Price of Success
- 1925: Der schwarze Engel (The Dark Angel)
- 1926: The Gilded Highway (verschollen)
- 1926: The Last Alarm
- 1926: Flame of the Argentine (verschollen)
- 1926: Späte Erkenntnis (Padlocked)
- 1927: The Overland Stage
- 1927: The Broken Gate (verschollen)
- 1927: Buster Keaton, der Student (College)
- 1927: Stranded
- 1927: The Cancelled Debt
- 1927: Sally in Our Alley
- 1927: Der Chinesenpapagei (The Chinese Parrot)
- 1928: The Law and the Man
- 1928: Marry the Girl
- 1928: Gärendes Blut (Walking Back)
- 1928: Jazzland
- 1928: The Pace That Kills
- 1928: The Kid’s Clever
- 1928: Schützet eure Töchter (The Road to Ruin)
- 1929: Die eiserne Maske (The Iron Mask)
- 1930: The Rampant Age
- 1930: Der Jazzkönig (King of Jazz)
- 1931: The Ridin’ Fool
- 1931: Taxi!
- 1932: The Trial of Vivienne Ware
- 1932: Im Zeichen des Kreuzes (The Sign of the Cross)
- 1932: The Animal Kingdom
- 1933: He Couldn’t Take It
- 1936: Küß’ nicht im Kino (One Rainy Afternoon)
- 1943: Nacht der tausend Sterne (Thousands Cheer)
- 1943: Gangsterjagd in Brooklyn (Whistling in Brooklyn)